# Municipio de Ohio (condado de Saline)
El municipio de Ohio (en inglés: Ohio Township) es un municipio ubicado en el condado de Saline en el estado estadounidense de Kansas. En el año 2010 tenía una población de 445 habitantes y una densidad poblacional de 4,74 personas por km².

## Geografía
El municipio de Ohio se encuentra ubicado en las coordenadas 38°50′5″N 97°46′15″O / 38.83472, -97.77083. Según la Oficina del Censo de los Estados Unidos, el municipio tiene una superficie total de 93.9 km², de la cual 93,82 km² corresponden a tierra firme y (0,08 %) 0,08 km² es agua.

## Demografía
Según el censo de 2010, había 445 personas residiendo en el municipio de Ohio. La densidad de población era de 4,74 hab./km². De los 445 habitantes, el municipio de Ohio estaba compuesto por el 94,16 % blancos, el 0,45 % eran afroamericanos, el 0,22 % eran amerindios, el 1,35 % eran asiáticos, el 2,7 % eran de otras razas y el 1,12 % eran de una mezcla de razas. Del total de la población el 4,72 % eran hispanos o latinos de cualquier raza.